# Real (galei)

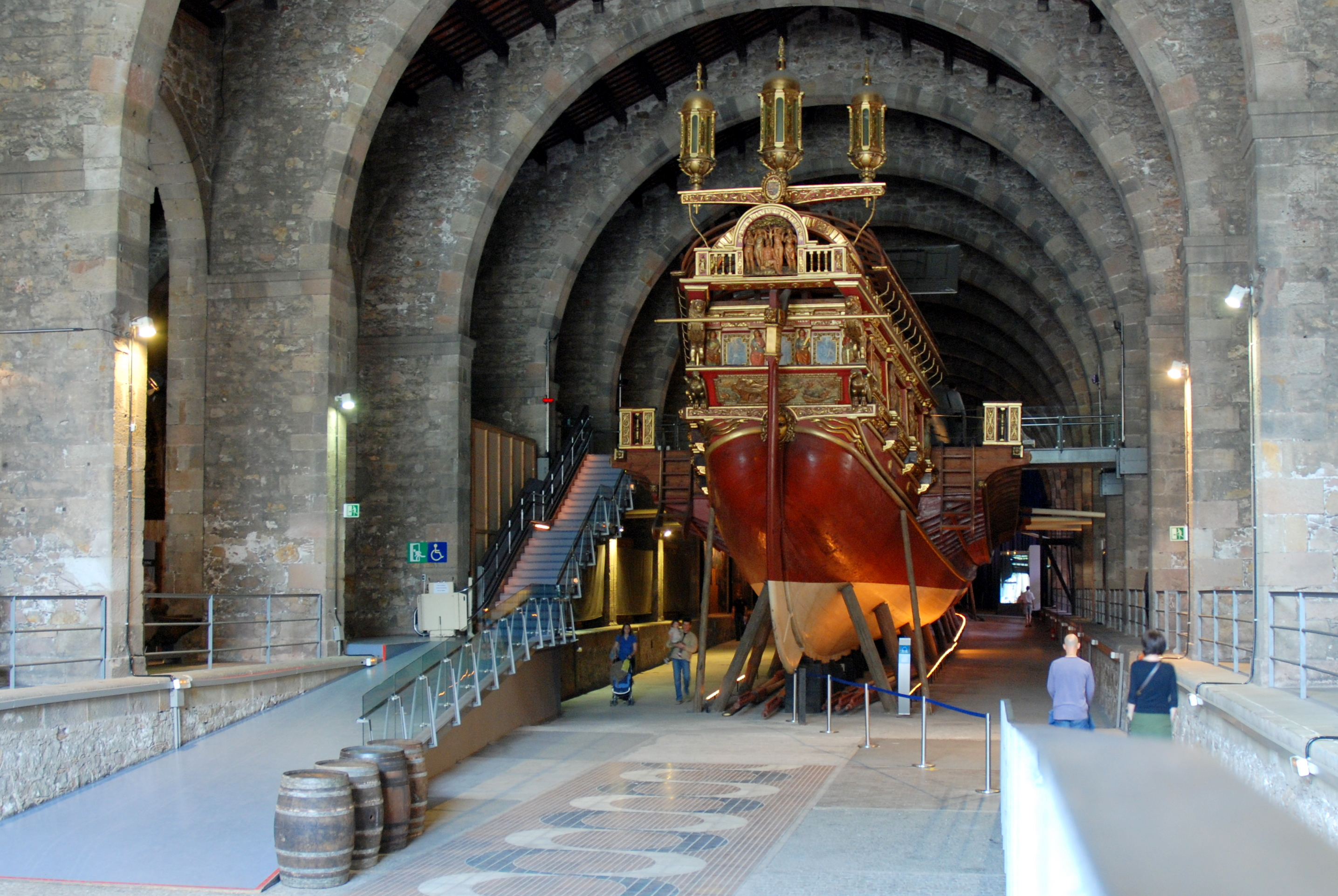
Reconstructie van het vlaggenschip Real

De Real (Nederlands: Koninklijke) was het in de Drassanes Reials de Barcelona (koninklijke scheepswerven van Barcelona) in Barcelona gebouwde vlaggenschip van Juan van Oostenrijk. De Real was het vlaggenschip tijdens de zeeslag bij Lepanto in 1571, de grootste zeeslag met galeien in de wereldgeschiedenis. Tijdens deze slag versloeg de vloot van de christelijke landen rond de Middellandse Zee, de zogenoemde Heilige Liga, vernietigend een Ottomaanse vloot.
De Real, onder bevel van Juan van Oostenrijk, en de galei Sultana, het vlaggenschip van de Turkse opperbevelhebber Ali Pascha waren direct na het begin van de slag in een onderling gevecht betrokken. Daarbij viel Pascha, getroffen door een musketkogel, gewond op het dek en werd door een Spaanse soldenier onthoofd. Zijn hoofd werd op een spies geplaatst om het moreel van zijn troepen te breken. De bemanning van de Real wist ook de grote Vlag van de kaliefen in handen te krijgen en werd zo het symbool van de overwinning van Lepanto.
Naar aanleiding van de vierhonderdste verjaardag van de slag werd in 1971 de galei gereconstrueerd en is anno 2009 tentoongesteld in het Museu Marítim de Barcelona.
Het schip was 60 m lang en 6,2 m breed, had een diepgang van 2,1 m en twee masten en woog leeg 237 ton. 290 roeiers zaten aan de riemen en tijdens het treffen bij Lepanto had het 400 zeelieden en soldaten aan boord. 50 man waren op het voordek geposteerd, 50 op het hekplatform en 250 over de rest van het schip. Om dit zware en grote schip stabiel te houden en te manoeuvreren tijdens de slag werd het vastgemaakt aan twee andere galeien. Hierdoor kon men een gedeelte van de roeibanken afdekken zodat er meer plaats was voor soldaten.
Het schip was prachtig versierd en in de Spaanse kleuren rood en goud geschilderd.

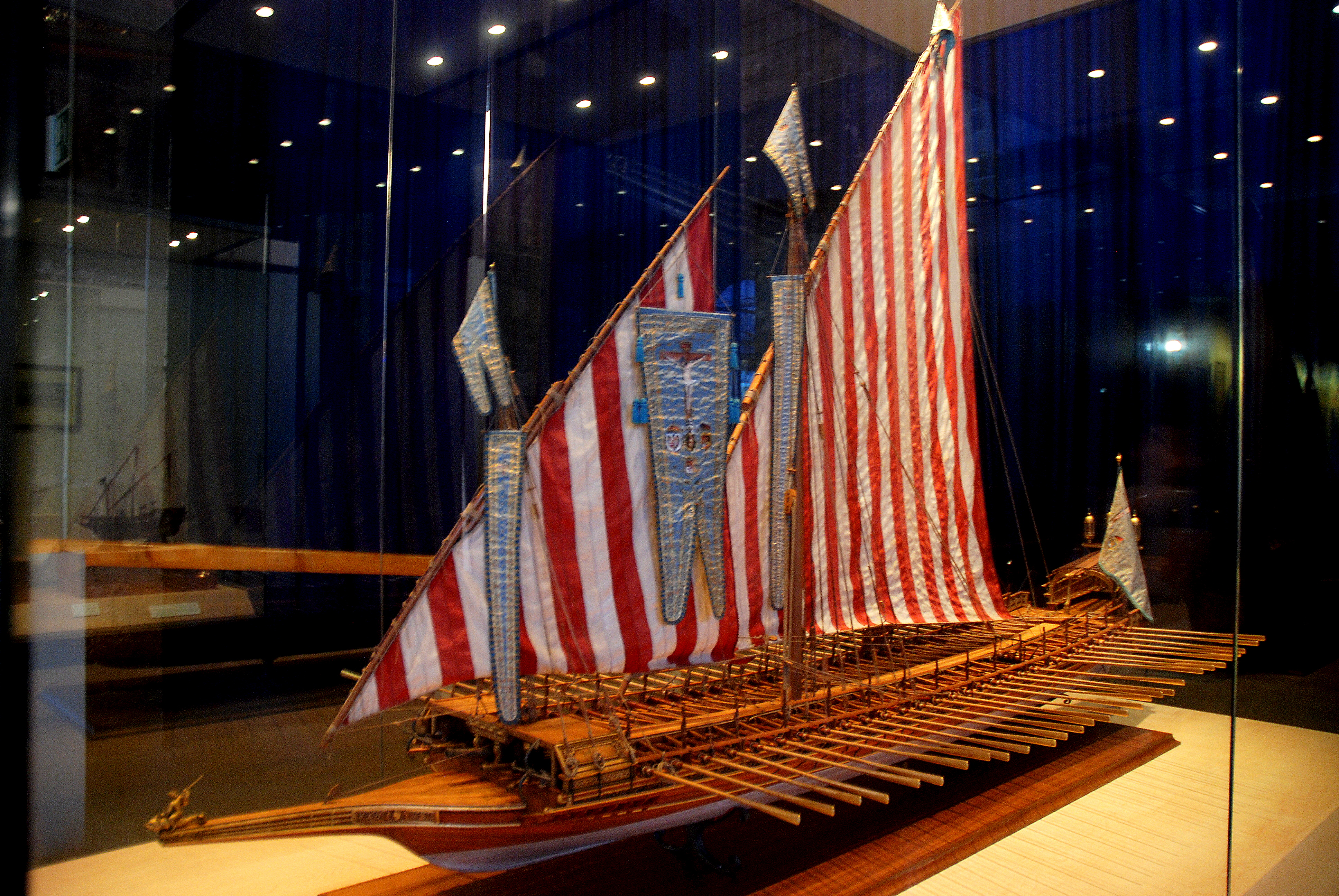
Schaalmodel van de Real
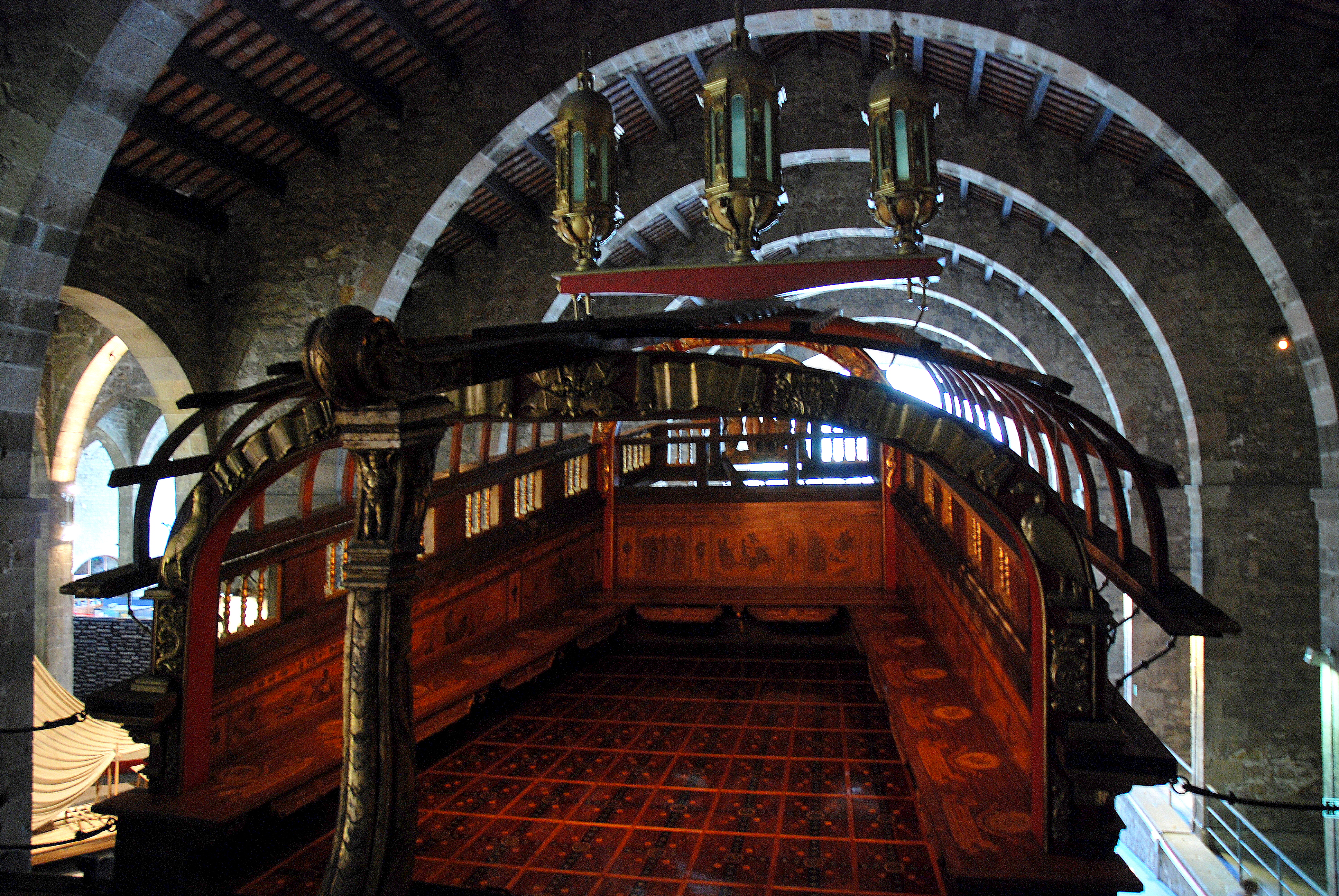
Het hekplatform
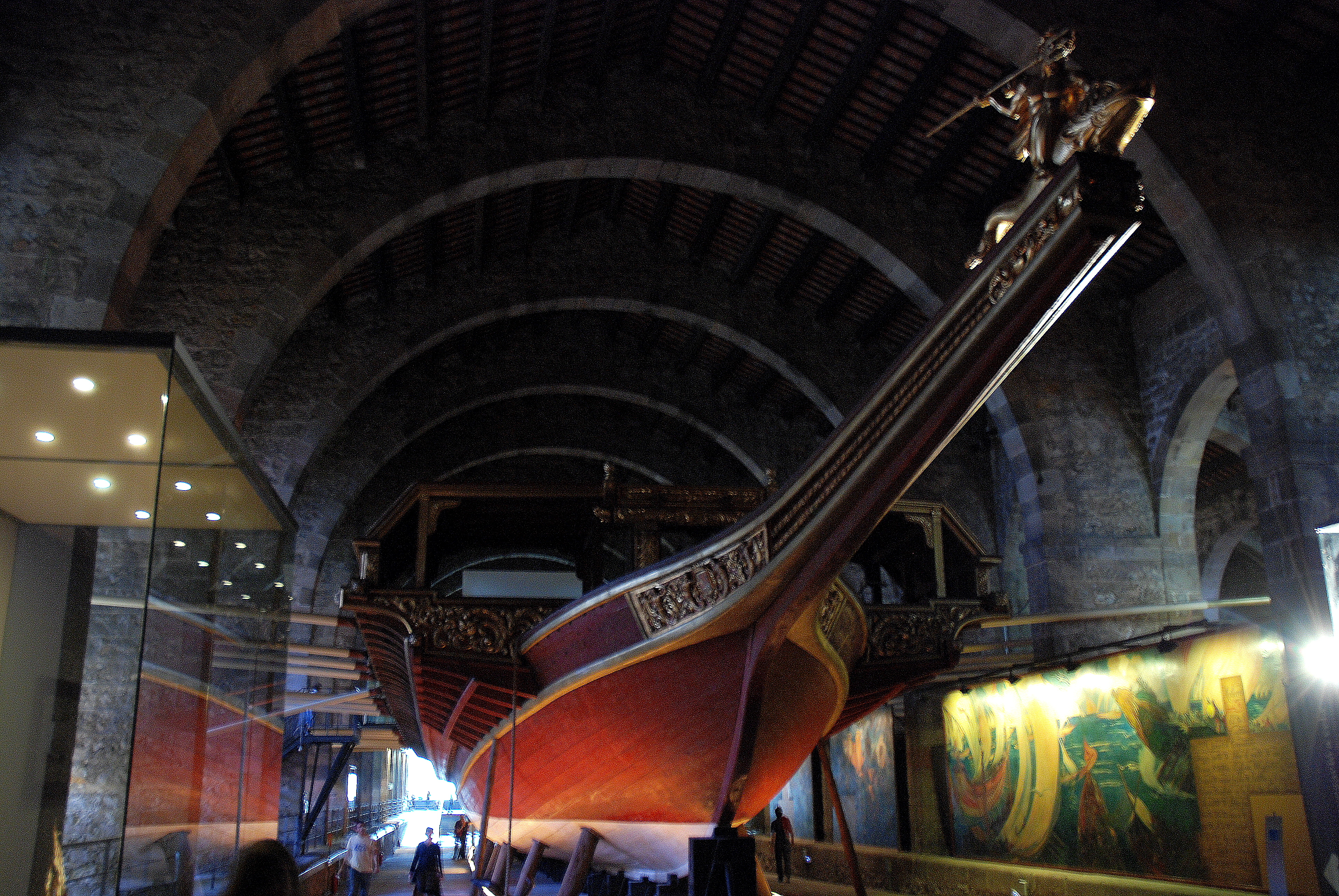
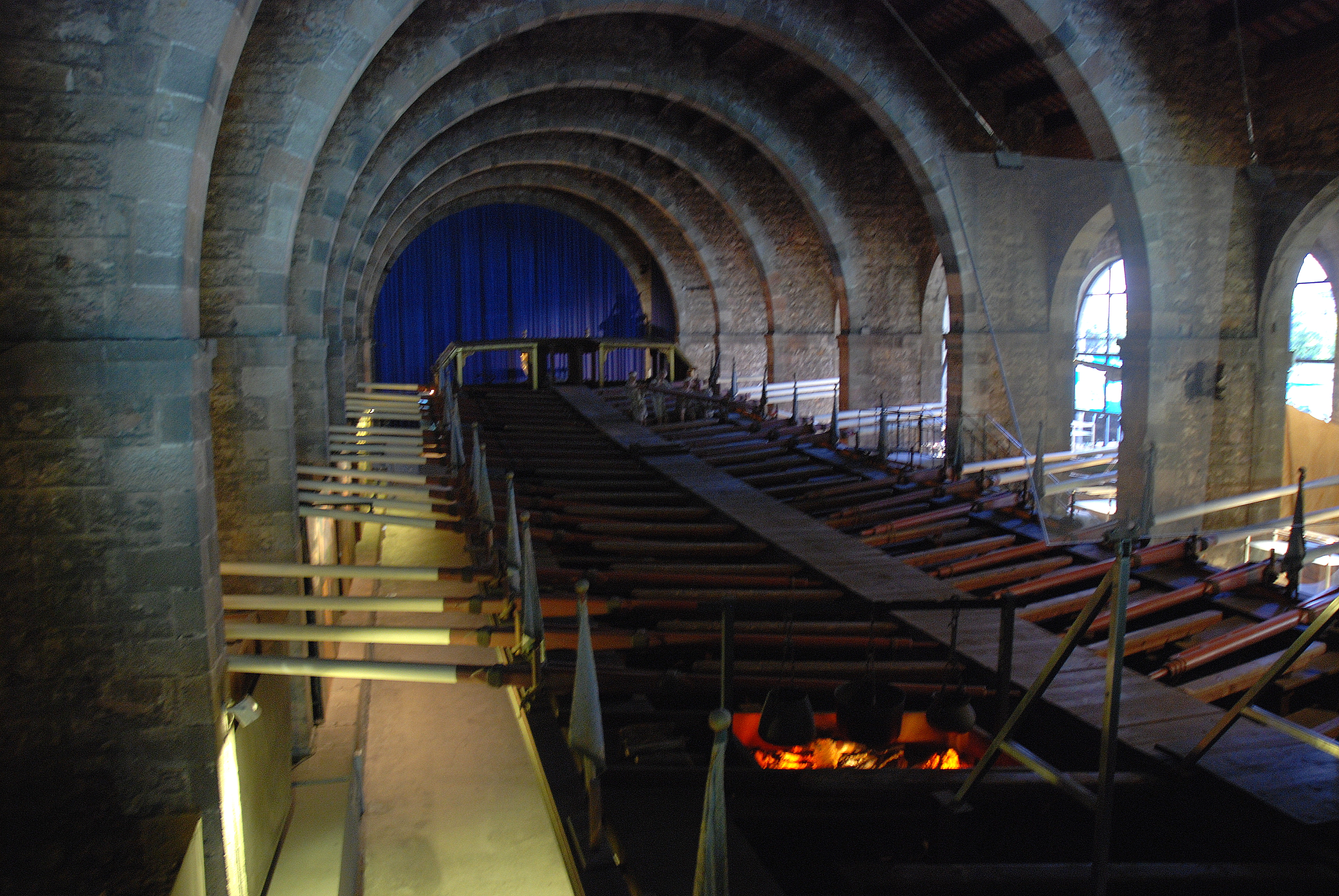